# Економіка освіти
Економіка освіти (англ. Economics of education) — Економічні методи, що застосовуються в освітніх системах.
Еконо́міка осві́ти (або освітня економіка) — це галузь економічної науки яка вивчає економічні питання, пов'язані з освітою, в тому числі попит на освіту, фінансування та забезпечення освіти, та економіку освітніх установ.
Економіка освіти відрізняється від економічної освіти, яка вивчає педагогічні методи викладання економіки, питання пов'язанні з рівнем економічної грамотності та займається підготовкою фахівців з різних галузей економіки.